# Alice où es-tu ?
Alice où es-tu ? est un feuilleton télévisé franco-suisse, en 20 épisodes de 13 minutes, en noir et blanc, réalisé par Paul Siegrist, et diffusé à partir du 16 août 1969 sur la première chaîne de l'ORTF.

## Synopsis
Ce feuilleton met en scène Antoine, un jeune garçon parti à la recherche d'une mystérieuse jeune fille, Alice, à travers le monde.

## Distribution
- Alain Chevallier : Antoine Metrailler
- Harriett Ariel : Alice